# جوناثان كافو
جوناثان ريناتو باربوسا (بالإنجليزية: Jonathan Renato Barbosa)‏ المعروف بجوناثان كافو (بالإنجليزية: Jonathan Cafú)‏هو لاعب كرة قدم برازيل، ولد في 10 يوليو 1991 في بيراسيكابا في البرازيل لعب سابقاً في نادي الحزم السعودي .

## وصلات خارجية
- جوناثان كافو على موقع قاعدة بيانات كرة القدم.إي يو (الإنجليزية)
- جوناثان كافو على موقع Soccerbase.com (لاعب) (الإنجليزية)
- جوناثان كافو على موقع Soccerway.com (الإنجليزية)
- جوناثان كافو على موقع AS.com (الإسبانية)